# Sallustio Bandini

Discorso sopra la Maremma di Siena, 1877

Sallustio Antonio Bandini (* 19. April 1677 in Siena; † 8. Juni 1760 ebenda) war ein italienischer Erzpriester, Politiker und Wirtschaftswissenschaftler.

## Leben

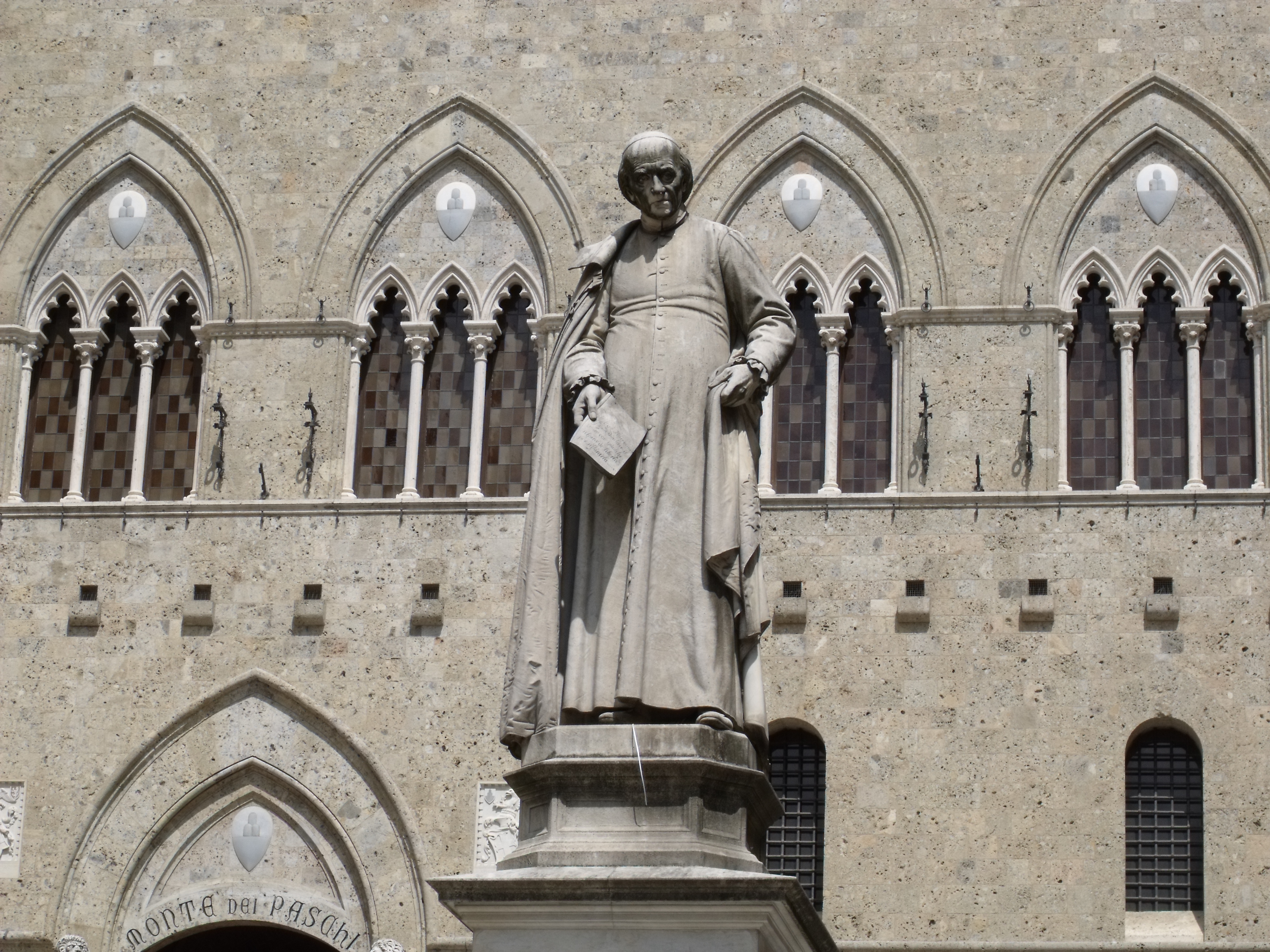
Statue des Sallustio Bandini auf der Piazza Salimbeni in Siena

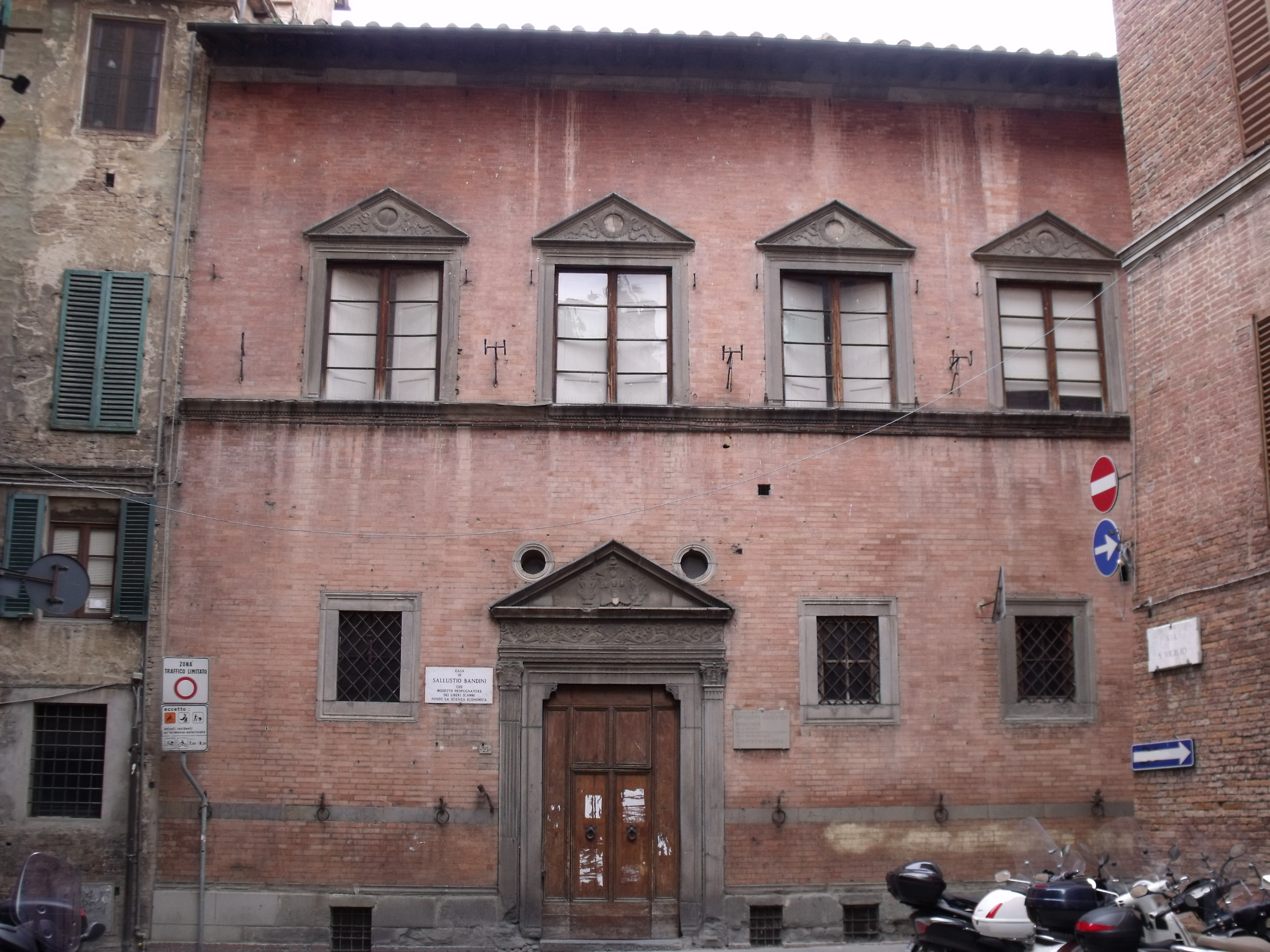
Das Wohnhaus des Sallustio Bandini in der heutigen Via Sallustio Bandini 25, von Antonio Federighi errichtet

Sallustio Antonio Bandini (vollständiger Name) wurde 1677 als drittes Kind der Eheleute Patrizio Bandini und Caterina Piccolomini di Modanella, beide aus wichtigen seneser Familien stammend, in der heutigen Via Sallustio Bandini 25 in Siena geboren. Eine erste Ausbildung erhielt er bei den Jesuiten, danach von der Accademia senese degli Arrischiati. An der Universität Siena studierte er bis 1699 und verließ diese mit Abschlüssen in Philosophie, Zivilrecht und Kanonisches Recht. Kanonisches Recht lehrte er bis ca. 1705 am Collegio legale Senese. Etwa zu dieser Zeit entschied er sich für eine kirchliche Laufbahn, die er um 1701 als Diakonsanwärter begann. 1703 wurde er Diakon, 1705 Priester, 1708 Canonico metropolitano, 1713 Erzpriester und 1723 Leiter des Archidiakonat. Zu dieser Zeit beteiligte er sich zudem an der Accademia degli Intronati, eine Tätigkeit als Sekretär ist für 1722 nachgewiesen.
Von 1737 bis 1739 schrieb er sein bekanntestes Werk Discorso sopra la Maremma di Siena (Diskurs über die senesische Maremma), welches allerdings erst posthum vom Großherzog der Toskana, Leopold II. 1775 veröffentlicht wurde. Hier plädierte er für den Freihandel der meist landwirtschaftlichen Güter der Maremmazone, der nicht durch die Institution Magistrato dell’Abbondanza in der Provinzhauptstadt Siena behindert werden sollte. Hauptkritikpunkt war die Carestia (Warenknappheit), die durch die Regularien aus Siena entstand, weil sie Warenproduzenten nach seiner Meinung abschreckte. Hauptsächlich beeinflusst scheint sein Werk von Pierre Le Pesant de Boisguilbert, dessen Werk Testament Politique de Monsieur de Vauban in seiner Bibliothek gefunden wurde und aus dem er Argumente gegen die hergebrachte Art der Besteuerung übernahm. Außerdem bezieht er sich auch auf John Locke. Die Thesen des Bandini wurden um 1739 nach Florenz gesandt, wo sie erst um 1771 wiedergefunden wurden.
1758 oder 1759 schenkte er seine Privatbibliothek, damals 2886 Bände umfassend, der Universität Siena, um eine Universitätsbibliothek aufzubauen, aus der die heutige Biblioteca comunale degli Intronati (damals Biblioteca della Sapienza) in der Via della Sapienza (Straße des Wissens, damals noch Via degli belle arti – Straße der schönen Künste) entstand. Die Schenkung stand unter der Bedingung, dass die Werke öffentlich zugänglich sein müssen.
1871 wurde in Siena die Via dei Miracoli (Straße der Wunder), an der das Geburtshaus des Bandini steht, in Via Sallustio Bandini umbenannt. 1880 entstand nach Plänen von Giuseppe Partini durch Tito Sarrocchi das Denkmal des Sallustio Bandino auf der Piazza Salimbeni vor dem Palazzo Salimbeni in Siena.

## Werke
- Discorso economico (1737 entstanden und 1775 veröffentlicht)
- Discorso sopra la Maremma di Siena (um 1738 entstanden und erst posthum veröffentlicht)
- Orazione per l’esaltazione dell’eminentissimo F. Marcantonio Zondanari al grave magistero della sagra ed eminentissima religione gerosolimitana (1720 in Siena veröffentlicht)
- Sul corso delle monete (1718 entstanden)